# Химический потенциал
Хими́ческий потенциа́л {\displaystyle \mu } — термодинамическая функция, применяемая при описании состояния систем с переменным числом частиц. Определяет изменение термодинамических потенциалов при изменении числа частиц в системе. Представляет собой адиабатическую энергию добавления одной частицы в систему без совершения работы. Применяется для описания материального взаимодействия. Химический потенциал служит естественной независимой переменной для большого термодинамического потенциала.
Важность химического потенциала для термодинамики обусловлена, помимо прочего, тем, что одним из условий термодинамического равновесия в системе является одинаковость химического потенциала любого компонента системы в различных фазах и в разных точках одной фазы.

## Историческая справка
Понятие о  химическом потенциале компонента было введено Дж. У. Гиббсом в 1875—1876 годах; сам Гиббс называл его просто потенциалом или внутренним потенциалом. Термин «химический потенциал» впервые использован, вероятно, У. Банкрофтом в его письме к Гиббсу от 18 марта 1899 года. Скорее всего Банкрофт, размышляя над задуманной им книгой по электрохимии, обнаружил необходимость различать электрический потенциал и переменную, названную Гиббсом «внутренним потенциалом». Термин «химический потенциал» для новой переменной делает это различие очевидным.

## Определение
Запишем фундаментальное уравнение Гиббса в дифференциальной форме для многокомпонентной системы с переменным числом частиц:
{\displaystyle dU=TdS-PdV+\sum _{i}\mu _{i}dN_{i},}
где {\displaystyle U} — внутренняя энергия системы, {\displaystyle S} — её энтропия, {\displaystyle N_{i}} — число частиц i-го сорта в системе. Тогда можно получить выражение для химического потенциала k-го компонента системы в виде:
{\displaystyle \mu _{k}\equiv \left({\frac {\partial U}{\partial N_{k}}}\right)_{S,V,N_{i\neq k}}}
то есть химический потенциал — это частная производная внутренней энергии U по числу частиц k-го сорта при постоянстве S, V и всех компонентов, кроме k-го. Через преобразования Лежандра можно показать, что: 
{\displaystyle \mu _{k}=\left({\frac {\partial U}{\partial N_{k}}}\right)_{S,V,N_{i\neq k}}=\left({\frac {\partial H}{\partial N_{k}}}\right)_{S,P,N_{i\neq k}}=\left({\frac {\partial F}{\partial N_{k}}}\right)_{T,V,N_{i\neq k}}=\left({\frac {\partial G}{\partial N_{k}}}\right)_{T,P,N_{i\neq k}}}
где {\displaystyle H} — энтальпия, {\displaystyle F}— энергия Гельмгольца, {\displaystyle G} — энергия Гиббса. Последнее  равенство определяет химический потенциал как парциальную мольную величину энергии Гиббса.

## Однокомпонентные системы
Для однокомпонентных систем химический потенциал можно задать интегральной формулой:
{\displaystyle \mu ={U-TS+PV \over N}={G \over N},}
то есть для системы, состоящей из одного вещества и находящейся при постоянных давлении и температуре, химический потенциал совпадает с мольной энергией Гиббса. Если система — идеальный газ, то для него справедливо:
{\displaystyle \mu =\mu ^{0}(T)+RT\ln {P}}
Для реальных газов, вследствие необходимого учета взаимодействий между молекулами, химический потенциал имеет вид:
{\displaystyle \mu =\mu ^{0}(T)+RT\ln {f(T,P)}}
где {\displaystyle f} — фугитивность реального газа. Стоит отметить, что, поскольку фугитивность — сложная функция температуры и давления, то сходство с выражением для идеального газа формально и по существу является только удобной формой записи.  
Для конденсированного состояния при давлениях меньших 100 бар:
{\displaystyle \mu =\mu ^{\oplus }(T)}

## Обобщения химического потенциала
Для системы в пространственно неоднородном внешнем поле следует учитывать зависимость химического потенциала компонента от напряжённости поля.
Если система находится в электрическом поле, то химический потенциал электрически заряженных частиц называют электрохимическим потенциалом (термин предложен в 1929 г. Э. А. Гуггенгеймом). Специальный термин понадобился по причине принятого в литературе условного разбиения электрохимического потенциала на неэлектрическую и электрическую части. С теоретической точки зрения такое разделение носит чисто формальный характер, поскольку носителями заряда служат те же самые формульные единицы, с которыми соотносится обычный химический потенциал, и поэтому нет способа раздельного определения его химической и электрической составляющих. Практически же разделение электрохимического потенциала на две части оказывается хорошим приближением в случае заряженных частиц малой массы (электронов и позитронов), для которых вследствие малости их массы вклад неэлектрической части в электрохимический потенциал пренебрежимо мал по сравнению со вкладом электрической составляющей.
Если система находится в гравитационном поле, то условием её равновесия служит постоянство суммы химического потенциала компонента в отсутствие поля и его гравитационного потенциала (конкретизация этого условия для идеального газа даёт барометрическую формулу), и по аналогии с электрохимическим потенциалом химический потенциал компонента в поле тяготения можно назвать гравихимическим потенциалом; химический потенциал компонента в гравитационном поле при наличии электрического поля есть потенциал электрогравихимический. Деление химического потенциала в силовых полях на чисто химическую и полевые (электрическую, магнитную и гравитационную) части носит формальный характер, поскольку нет способа экспериментального определения химической составляющей отдельно от полевых.
Химический потенциал анизотропного тела есть тензор второго ранга, зависящий от тензора напряжений. Как и тензор напряжений, который в изотропных средах становится шаровым, в изотропных средах для задания шарового тензора химического потенциала достаточно единственной скалярной величины.